# Spelledarperson
En spelledarperson (förkortas SLP) är en rollperson som spelas av spelledaren i ett rollspel. En sådan rollperson fyller de roller som spelarna inte spelar och kan till exempel vara skurk, medhjälpare eller helt enkelt ge atmosfär åt spelet.
Den engelskspråkiga motsvarigheten är non-player character (NPC), eller GMPC (Game Master-PC) inom vissa rollspel och DMPC (Dungeon Master-PC) inom Dungeons & Dragons, även om de senare ofta avser karaktärer som är med spelarna under en längre tid under deras äventyr.
Avancerade spelledarpersoner, till exempel en huvudfiende eller allierad, kan ha lika komplicerade egenskaper som spelarnas rollpersoner, medan enklare statister eller småfiender bara har de mest grundläggande egenskaperna.

## Lajv
Rena spelledarpersoner förekommer relativt sällan inom lajv. De flesta arrangörer strävar efter att skapa en helhetsbild där alla förekommande roller är intressanta för spelarna att gestalta. På mindre lajv eller för speciella uppgifter under en begränsad tid kan det dock vara nödvändigt med spelledarpersoner. Spelledarpersonernas spelare betalar normalt ingen avgift för lajvet eftersom de anses utföra ett arbete. 
Spelare kan däremot få instruktioner av arrangörerna innan eller under spelet om hur de ska handla i vissa situationer. Sådana instruktioner kallas skjebner (norska; denna typ av spelstyrning kom till Sverige från Norge) eller mer vardagligt och lite ironiskt arrangörsorder. 